# Associação Esportiva e Recreativa Usipa

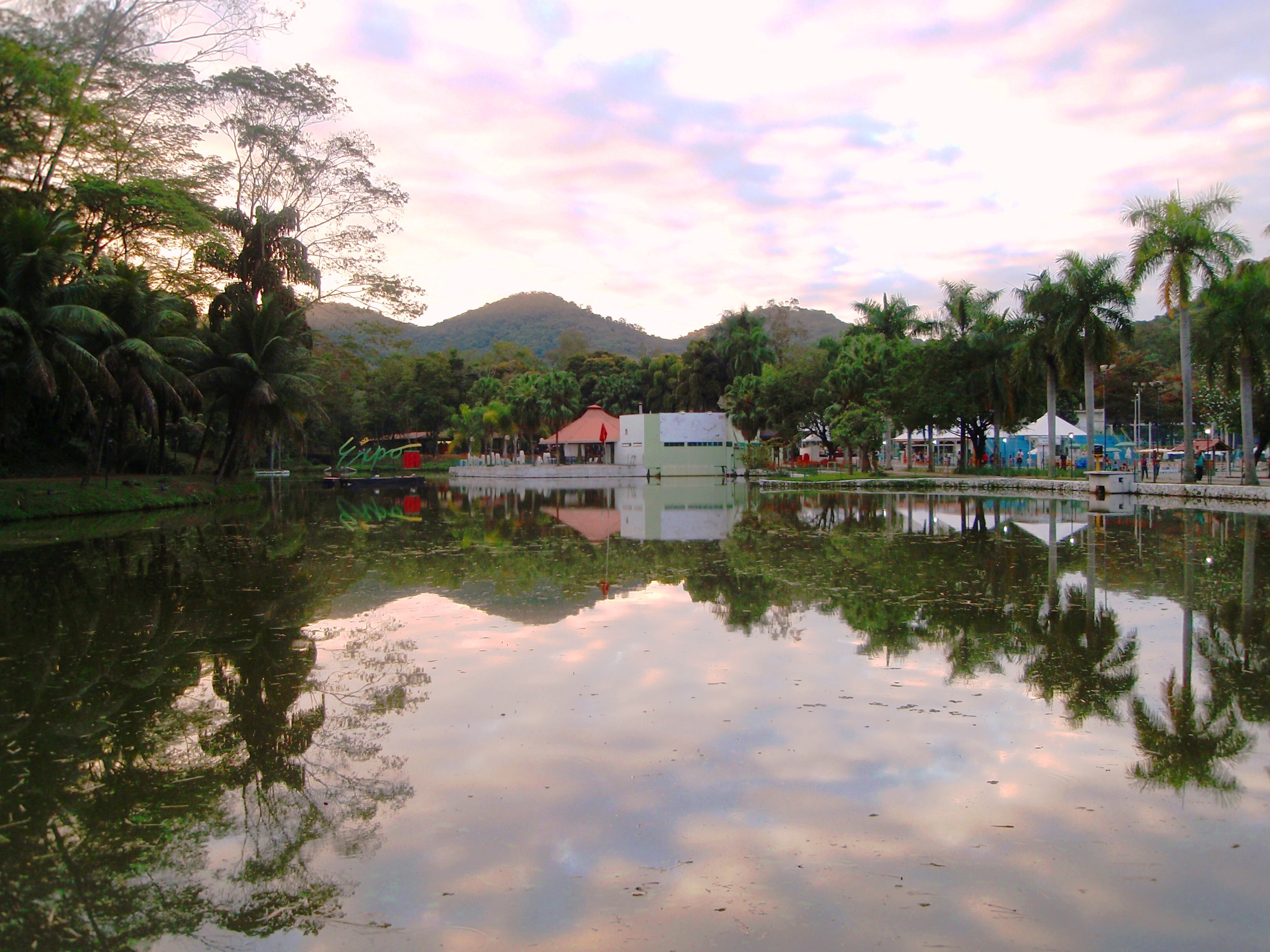
Lago da Usipa.

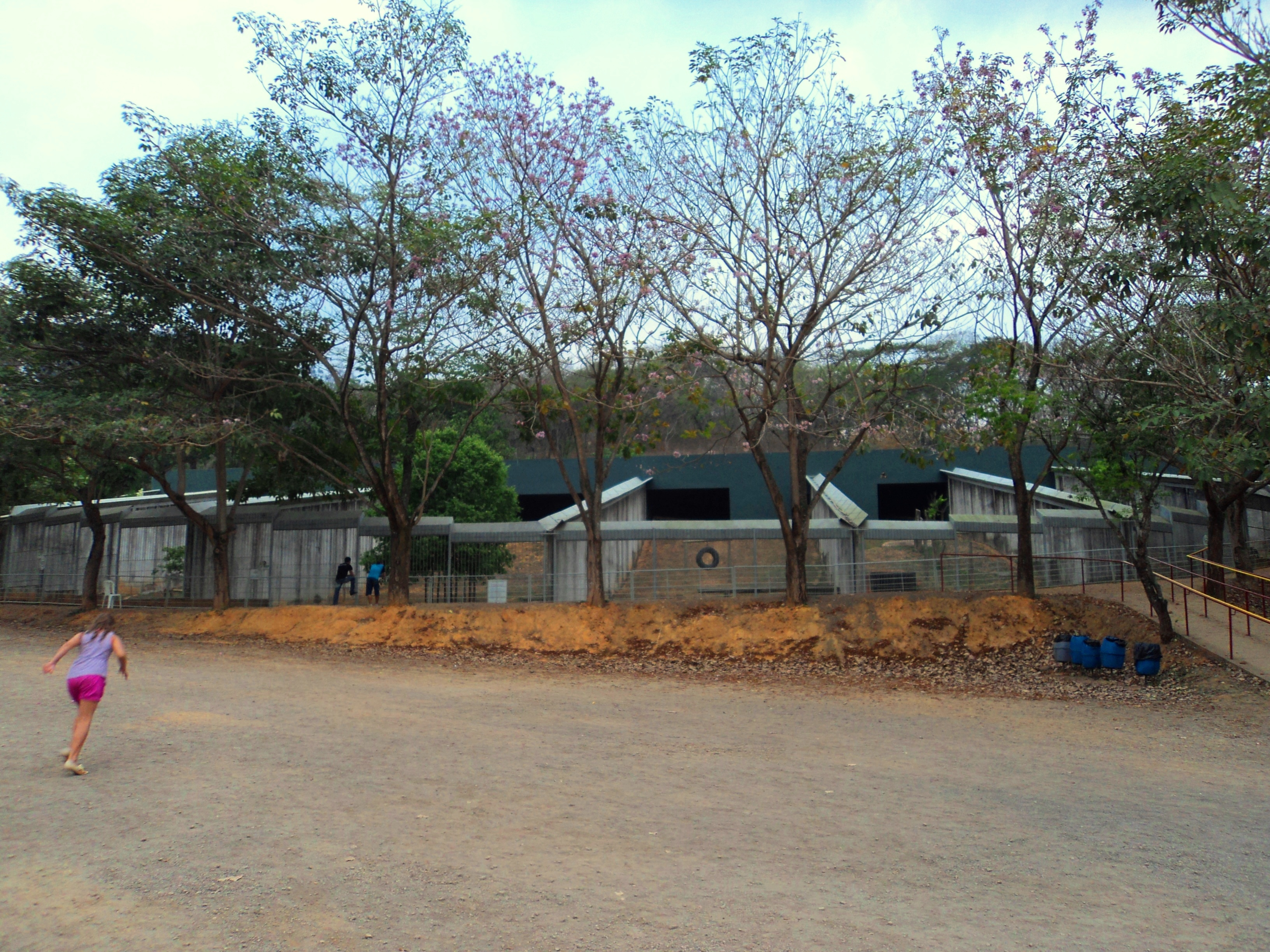
Mini-zoológico.

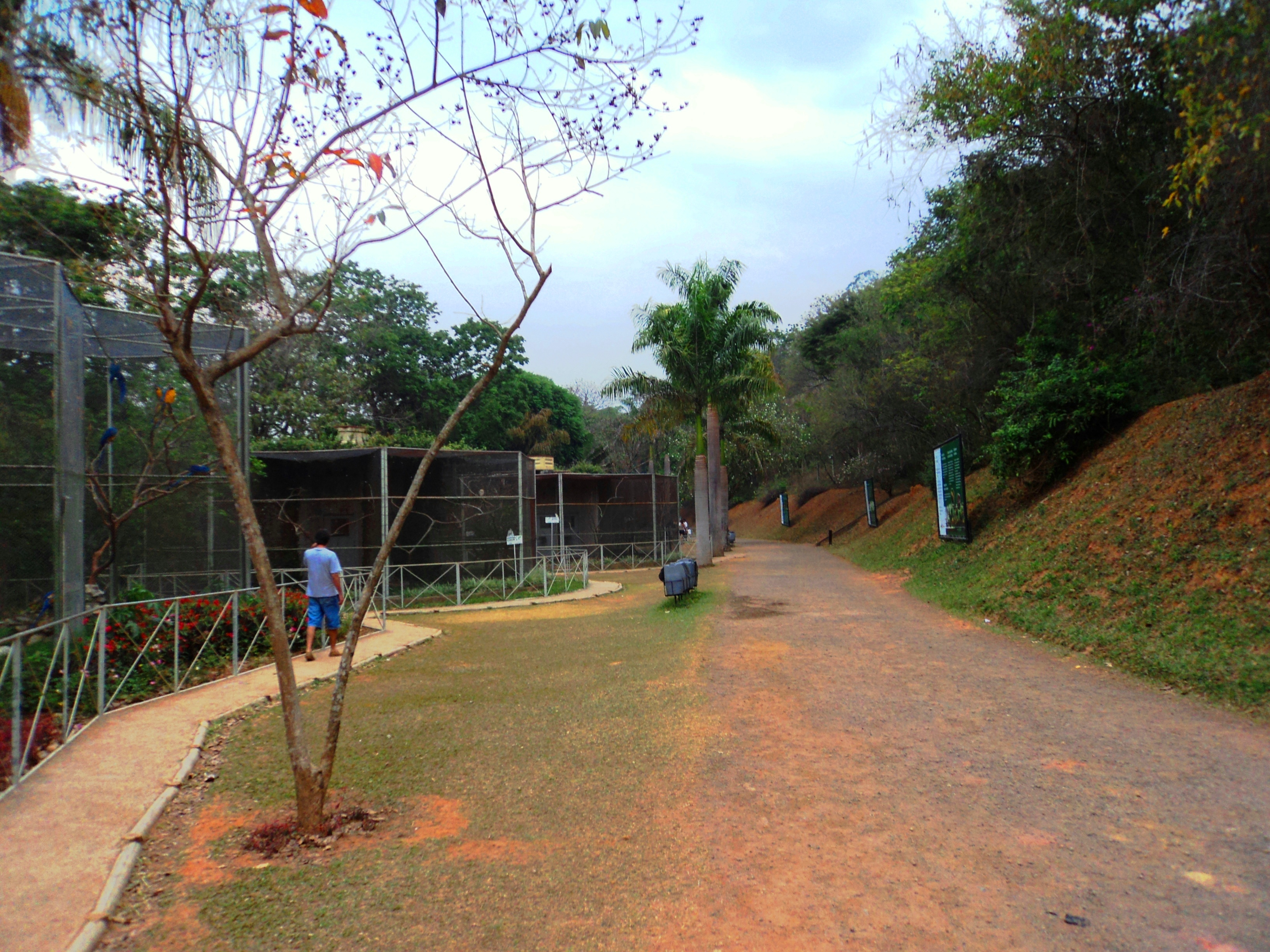
Aviário.

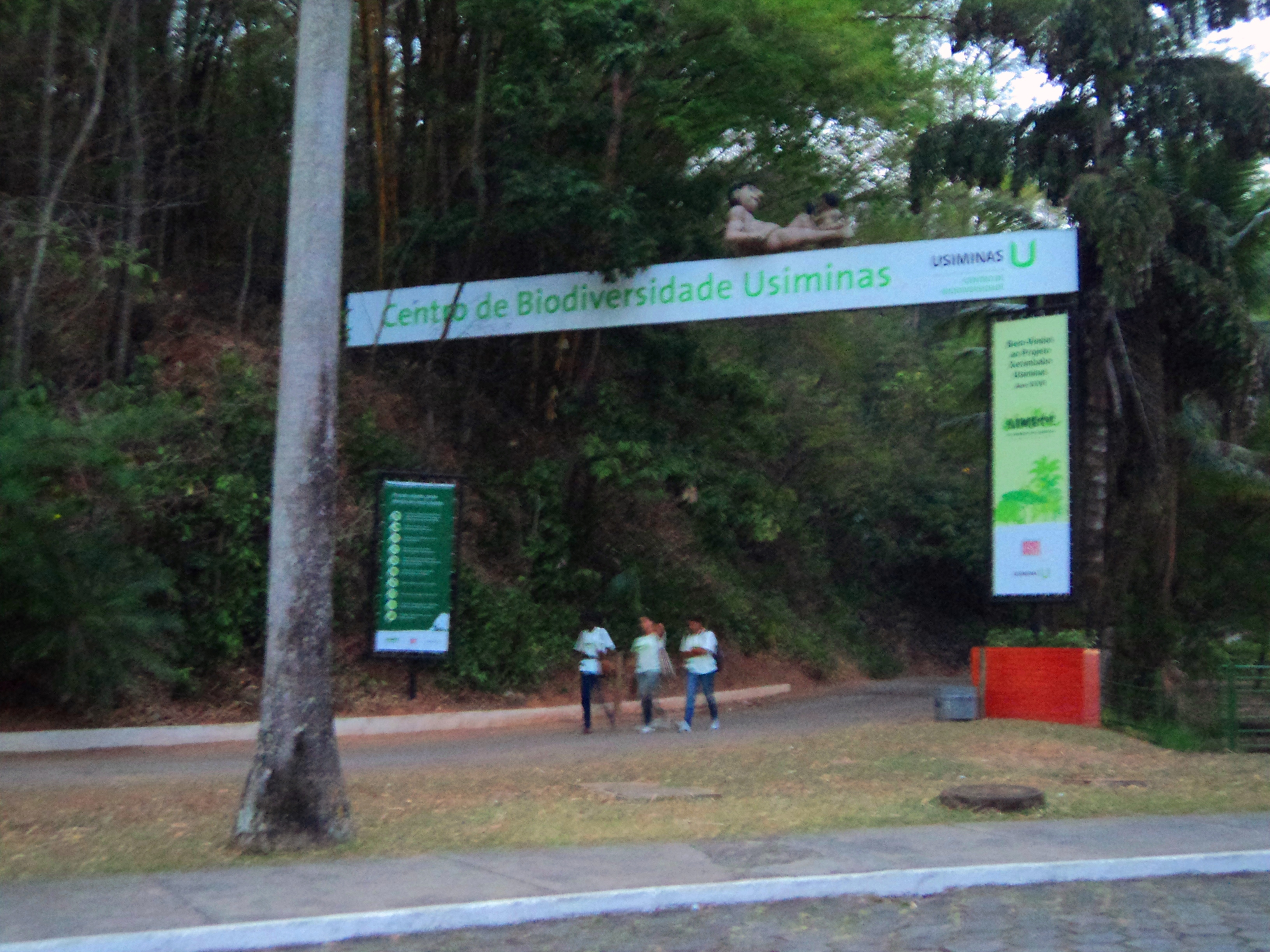
Entrada para o Centro de Biodiversidade Usiminas (CEBUS).

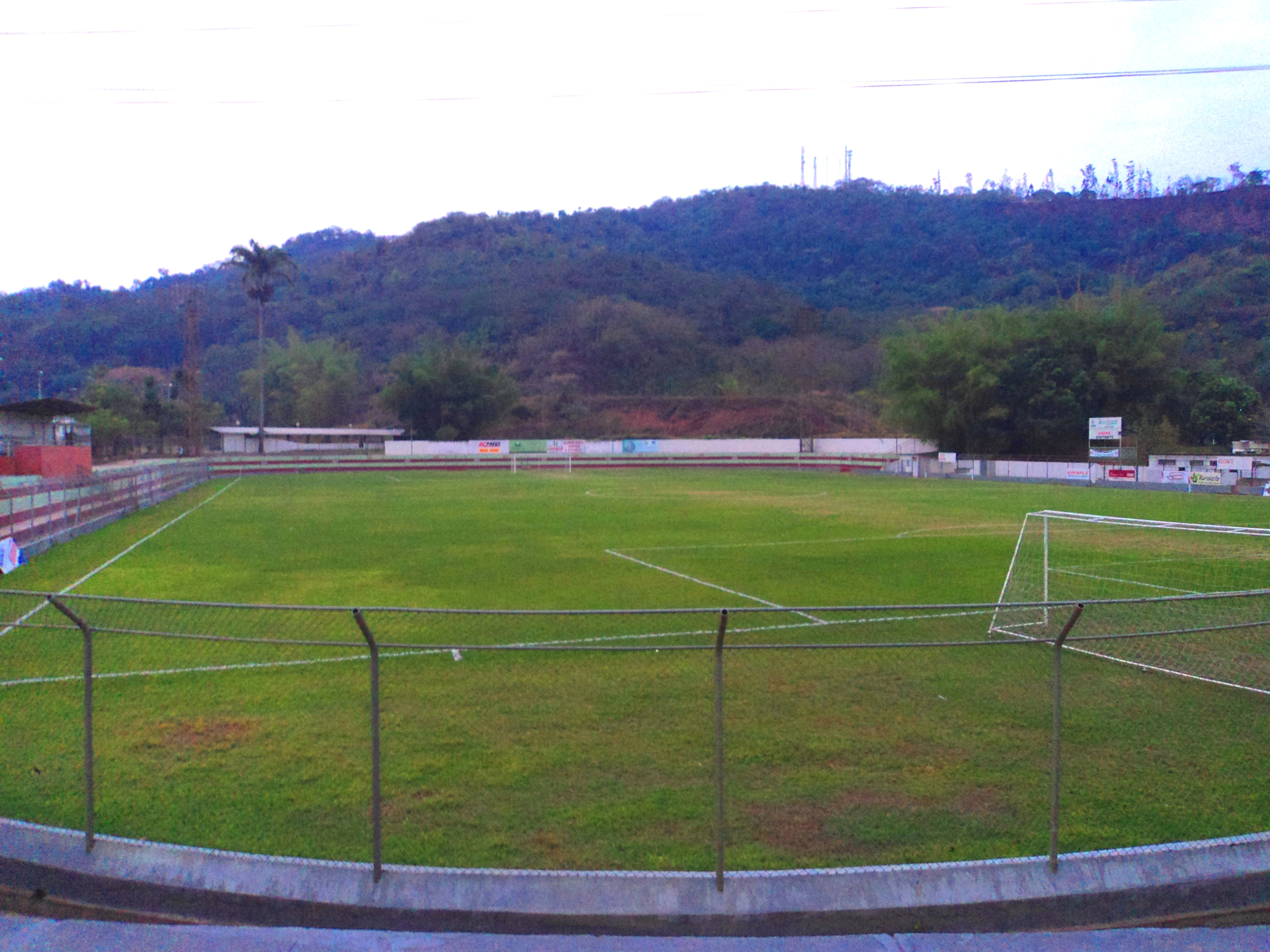
Estádio Amaro Lanari Júnior.

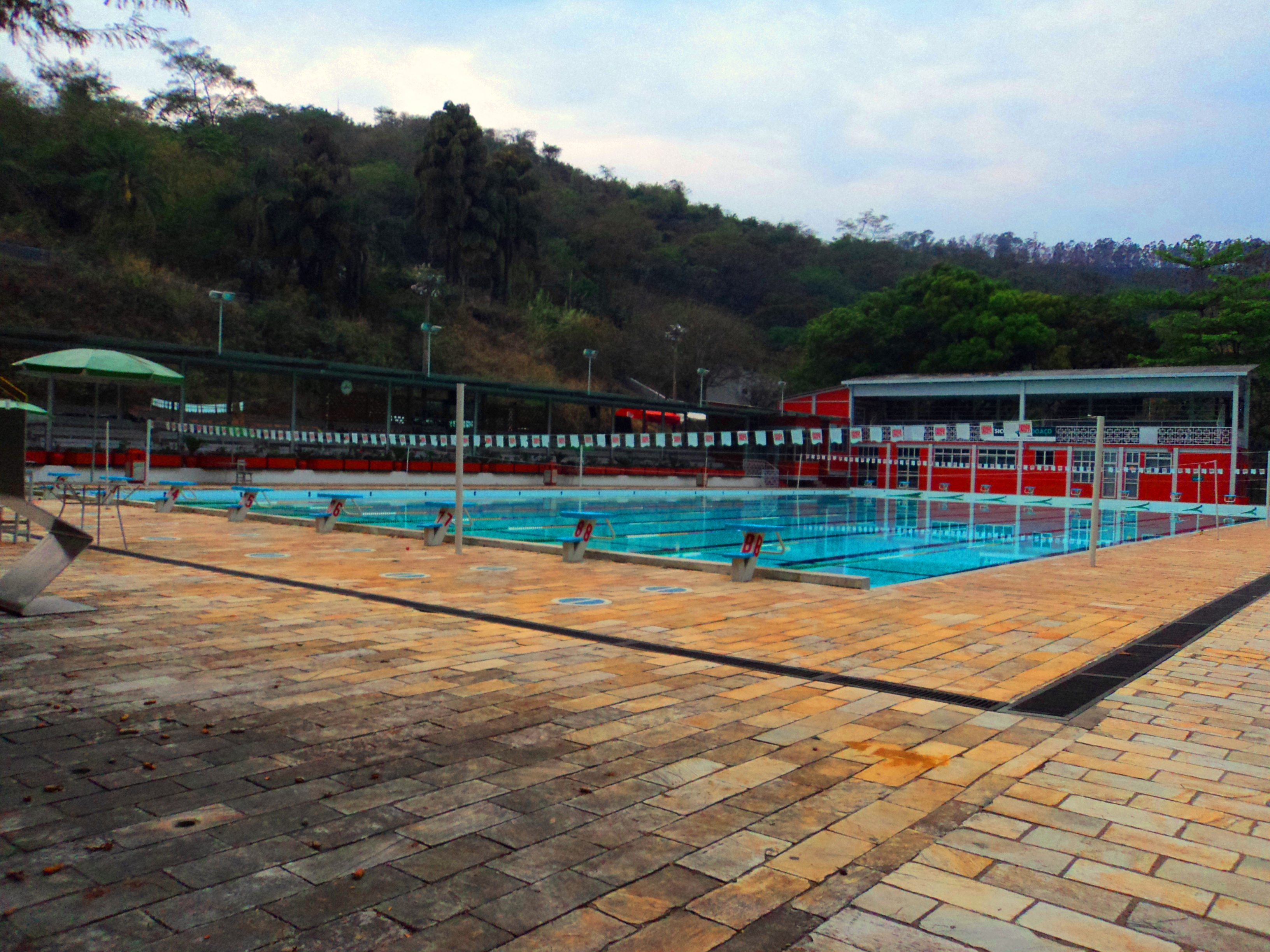
Piscinas na Usipa.

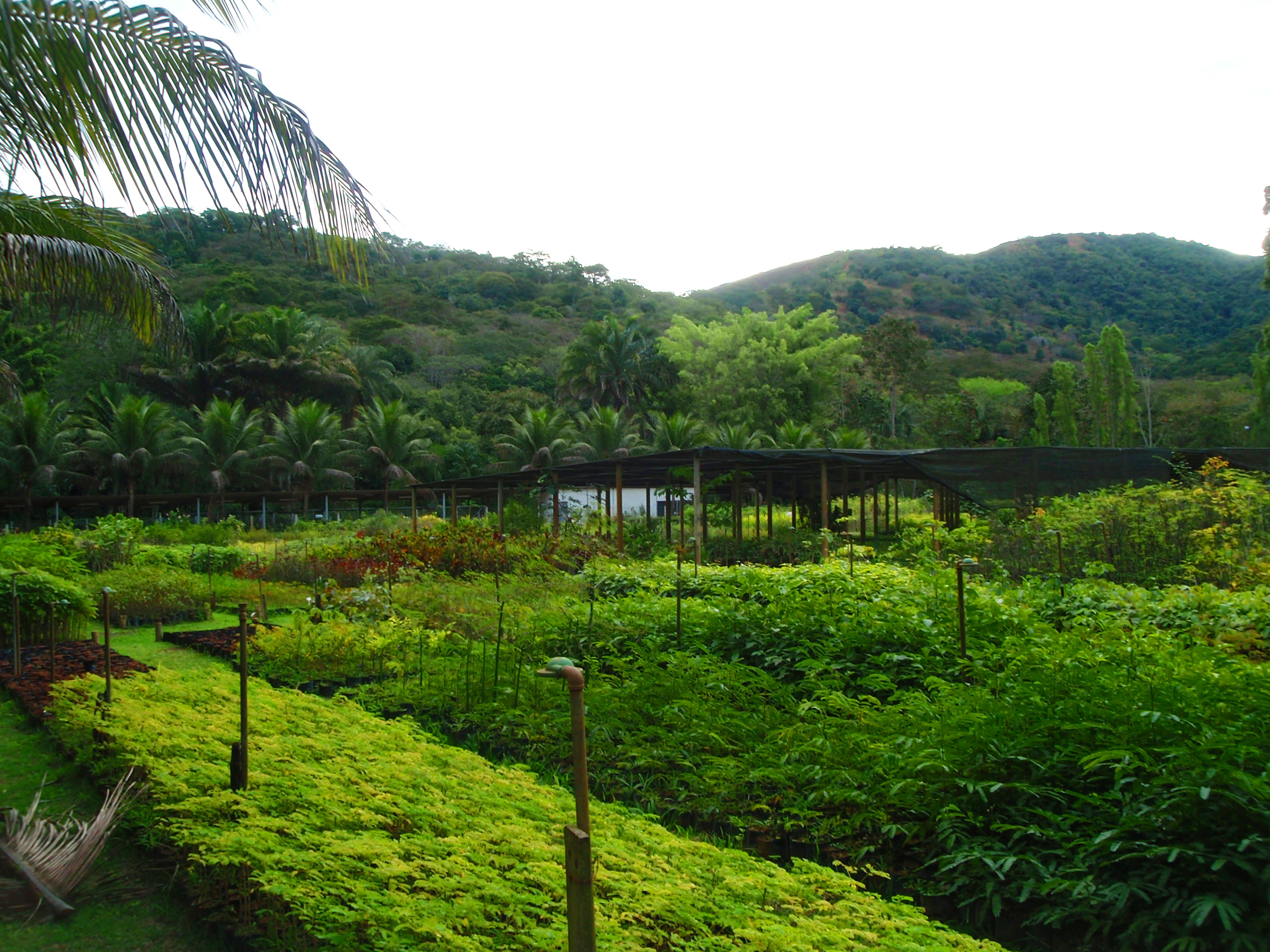
Horta da Usipa.

A Associação Esportiva e Recreativa Usipa é uma associação brasileira de lazer, esporte, cultura e entretenimento localizada no município brasileiro de Ipatinga, no interior do estado de Minas Gerais, Região Metropolitana do Vale do Aço. Conta com cerca de 5 mil associados, 20 mil dependentes e 1900 atletas e seu nome surgiu do elo Usiminas/Ipatinga, sendo um dos maiores e mais bem equipados centros de formação desportiva do Brasil.
Foi fundado em 23 de fevereiro de 1959, por iniciativa da diretoria das Usinas Siderúrgicas de Minas Gerais (Usiminas) para atender às necessidades de lazer dos milhares de pioneiros que trabalhavam na construção dessa portentosa Siderúrgica. Em uma área de 400 mil metros quadrados a Usipa abriga uma infraestrutura que proporciona aos associados várias opções de lazer e, aos atletas, um nível profissional de treinamento equivalente aos oferecidos pelos mais especializados centros do País.
O clube dispõe de equipe qualificada de treinadores e profissionais esportivos, além de moderna infra-estrutura que abriga um parque aquático com piscina aquecida, ginásio coberto , zoológico, quadras poliesportivas, centro de treinamento, pista de atletismo, alojamento para atletas, além do Centro de Avaliação e Apoio ao Treinamento – CAAT- que oferece, entre outras tecnologias, o teste de lactato possibilitando, de forma individualizada, atendimento personalizado ao atleta.

## Parque Zoobotânico da Usipa
O Parque Zoobotânico da Usipa tem 1,8 milhões de metros quadrados e recebe todos os anos eventos de expressão nacional. Abriga o Projeto Xerimbabo, Expo Usipa e Centro de Biodiversidade (CEBUS).

## Desportistas revelados pelo clube

### Judô
- Edilene Andrade[3]
- Rogério dos Santos [3]

### Atletismo
- Lucimar Aparecida de Moura[3]
- Euzinete Maria Reis[3]
- Sandro Alex (paratleta)[3]

### Natação
- Flávia Delaroli[3]
- Roberta Kamila[3]
- Fernando Torres[3]

### Futebol
- Edivaldo Martins da Fonseca[3]
- Kerlon Moura Souza[4]
- Somália[5]
- Diego José Clementino
- Jackson Avelino, o "Jajá"[5]
- Daniel Andrade[5]
- Mancini[5]
- Gomes[4]

### Voleibol
- Juciely Barreto[3]